# Стрефулецький (струмок)
Стрефулецький — струмок в Україні, у Верховинському районі Івано-Франківської області, правий доплив Чорного Черемоша (басейн Дунаю).

## Опис
Довжина струмка приблизно 3 км. Формується з багатьох безіменних струмків.

## Розташування
Бере початок на південному заході від села Грамотне. Тече переважно на південний захід і впадає в річку Чорний Черемош, ліву притоку Черемоша.